# Susana Masciotra
Susana Masciotra (Buenos Aires, 1947) es una deportista, medallista paralímpica y dirigente deportiva argentina. 
En los Juegos Paralímpicos de Tel Aviv 1968 Susana Masciotra obtuvo dos medallas, una de oro en slalom en silla de ruedas y la otra de plata con el equipo de baloncesto en silla de ruedas femenino. Masciotra obtuvo una medalla de bronce en los Juegos Paralímpicos de Toronto 1976, nuevamente con el equipo de baloncesto. En los Juegos Paralímpicos de Arnhem 1980 obtuvo su cuarta medalla paralímpica. A los 57 años Masciotra participó en un cuarto evento paralímpico al representar a la Argentina en esgrima, en los Juegos Paralímpicos de Atenas 2004, convirtiéndose en la deportista argentina con mayor cantidad de participaciones paralímpicas.
En los Juegos Parapanamericanos anteriores a 1997, obtuvo 20 medallas. En los Juegos Parapanamericanos de Mar del Plata 2003 obtuvo la medalla de oro en esgrima. En la Copa del Mundo de Esgrima en Silla de Ruedas de Austin 2002 organizada por la IWAS (International Wheelchair and Amputee Sports) ganó una medalla de plata y otra de bronce.
Además de su actividad en la práctica deportiva, Susana Masciotra se ha desempeñado como dirigente del deporte paralímpico, ocupando cargos en la dirección de la Federación Argentina de Deportes sobre Sillas de Ruedas (FADESIR) y como 1º vocal en el Comité Paralímpico Argentino (COPAR).
Por sus logros deportivos fue reconocida en Argentina como Maestra del Deporte Argentino (Ley 25962), ley para la cual coordinó en el COPAR, la Comisión Maestros del Deporte, con la colaboración de Elsa Beltrán, con la función de certificar los títulos deportivos.

## Carrera deportiva

### Juegos Paralímpicos de Tel Aviv 1968
En los Juegos Paralímpicos de Tel Aviv 1968 Susana Masciotra obtuvo dos medallas, una de oro en atletismo (slálom en silla de ruedas) y la otra de plata con el equipo de baloncesto en silla de ruedas femenino. 

#### Atletismo
| Atletismo Mujeres Slalom clase cervical Participantes: 6 | Atletismo Mujeres Slalom clase cervical Participantes: 6 | Atletismo Mujeres Slalom clase cervical Participantes: 6 | Atletismo Mujeres Slalom clase cervical Participantes: 6 | Atletismo Mujeres Slalom clase cervical Participantes: 6 | Atletismo Mujeres Slalom clase cervical Participantes: 6 |
|                                                          | Atleta                                                   | País                                                     | Tiempo                                                   |                                                          |                                                          |
| -------------------------------------------------------- | -------------------------------------------------------- | -------------------------------------------------------- | -------------------------------------------------------- | -------------------------------------------------------- | -------------------------------------------------------- |
| 1                                                        | Susana Masciotra                                         | Argentina                                                | 1:47.50                                                  |                                                          |                                                          |
| 2                                                        | Gurman                                                   | Estados Unidos                                           | 1:52.70                                                  |                                                          |                                                          |
| 3                                                        | Rosaleen Gallagher                                       | Irlanda                                                  | 1:59.80                                                  |                                                          |                                                          |
| Fuente: IPC.                                             |                                                          |                                                          |                                                          |                                                          |                                                          |

#### Baloncesto en silla de ruedas
En los Juegos de Tel Aviv se incorporó el evento femenino del baloncesto en silla de ruedas. Participaron cinco países: Argentina, Austria, Estados Unidos, Gran Bretaña e Israel. El equipo argentino estuvo integrado por Silvia Cochetti, Estela Fernández, Dina Galíndez, Susana Masciotra, Amelia Mier, Susana Olarte y Noemí Tortul.
El equipo argentino venció a Estados Unidos 4-1, a Austria 22-15, a Gran Bretaña 8-2 y perdió con Israel 17-12, equipo este que ganó todos los partidos ganando la medalla de oro, en tanto que Argentina quedó segunda haciéndose acreedora a la medalla de plata, mientras que la de bronce correspondió a Estados Unidos.
| Baloncesto Mujeres Participantes: 5 países | Baloncesto Mujeres Participantes: 5 países | Baloncesto Mujeres Participantes: 5 países | Baloncesto Mujeres Participantes: 5 países | Baloncesto Mujeres Participantes: 5 países |
|                                            | País                                       | Ganó                                       | Perdió                                     |                                            |
| ------------------------------------------ | ------------------------------------------ | ------------------------------------------ | ------------------------------------------ | ------------------------------------------ |
| 1                                          | Israel                                     | 4                                          | 0                                          |                                            |
| 2                                          | Argentina                                  | 3                                          | 1                                          |                                            |
| 3                                          | Estados Unidos                             | 2                                          | 2                                          |                                            |
| 4                                          | Austria                                    | 1                                          | 3                                          |                                            |
| 5                                          | Gran Bretaña                               | 0                                          | 4                                          |                                            |
| Fuente: Wheelchairs can jump!              |                                            |                                            |                                            |                                            |

### Juegos Paralímpicos de Toronto 1976

#### Bronce en baloncesto femenino
El equipo de baloncesto femenino estuvo integrado por Susana Bainer, Elsa Beltrán, Cristina Benedetti, Eugenia García, Graciela Gazzola, Susana Masciotra, Susana Momeso, Marcela Rizzotto, Yolanda Rosa, Cristina Spara y Silvia Tedesco.
Participaron cinco países: Argentina, Canadá, Estados Unidos, Israel y República Federal Alemana que jugaron todos contra todos. Argentina perdió con Israel 16-56 (medalla de oro) y perdió 15-32 con la República Federal Alemana (medalla de plata), y venció a Estados Unidos (34-13) y Canadá (27-23), clasificando tercera y obteniendo así la medalla de bronce.
| Baloncesto Mujeres | Baloncesto Mujeres | Baloncesto Mujeres |
|                    | País               |                    |
| ------------------ | ------------------ | ------------------ |
| 1                  | Israel             |                    |
| 2                  | Alemania (RFA)     |                    |
| 3                  | Argentina          |                    |
| Fuente: IPC.       |                    |                    |

### Juegos Paralímpicos de Arnhem 1980

#### Plata en natación (posta 3x25 libre)
En Arnhem el equipo de natación adaptada argentino tuvo un destacado desempeño, obteniendo 4 medallas de oro y un total de 11 medallas (una de ellas en posta), que lo ubicó en la posición 11.ª del medallero general de natación en los juegos y 8ª en el medallero de natación femenino. Todas las medallas fueron obtenidas por el equipo femenino.
| Natación Mujeres Posta 3x25 m libre 1A-1C Participantes: 5 | Natación Mujeres Posta 3x25 m libre 1A-1C Participantes: 5 | Natación Mujeres Posta 3x25 m libre 1A-1C Participantes: 5 | Natación Mujeres Posta 3x25 m libre 1A-1C Participantes: 5 | Natación Mujeres Posta 3x25 m libre 1A-1C Participantes: 5 |
|                                                            | Atleta                                                     | País                                                       | Tiempo                                                     |                                                            |
| ---------------------------------------------------------- | ---------------------------------------------------------- | ---------------------------------------------------------- | ---------------------------------------------------------- | ---------------------------------------------------------- |
| 1                                                          | Karen Donaldson C. Patton Sharon Myers                     | Estados Unidos                                             | 1:44.17                                                    |                                                            |
| 2                                                          | Eugenia García Mónica López Susana Masciotra               | Argentina                                                  | 2:38.95                                                    |                                                            |
| Fuente: IPC.                                               |                                                            |                                                            |                                                            |                                                            |

### Otras competencias
En los Juegos Parapanamericanos anteriores a 1997, obtuvo 20 medallas. En los Juegos Parapanamericanos de Mar del Plata 2003 obtuvo la medalla de oro en esgrima. En la Copa del Mundo de Esgrima en Silla de Ruedas de Austin 2002 organizada por la IWAS (International Wheelchair and Amputee Sports) ganó una medalla de plata y otra de bronce.